# 아이콘 (미국의 밴드)
아이콘(Icon)은 미국의 밴드이다.